# -itz
-itz ist eine Ortsnamenendung mit slawischem Ursprung.

## Herkunft

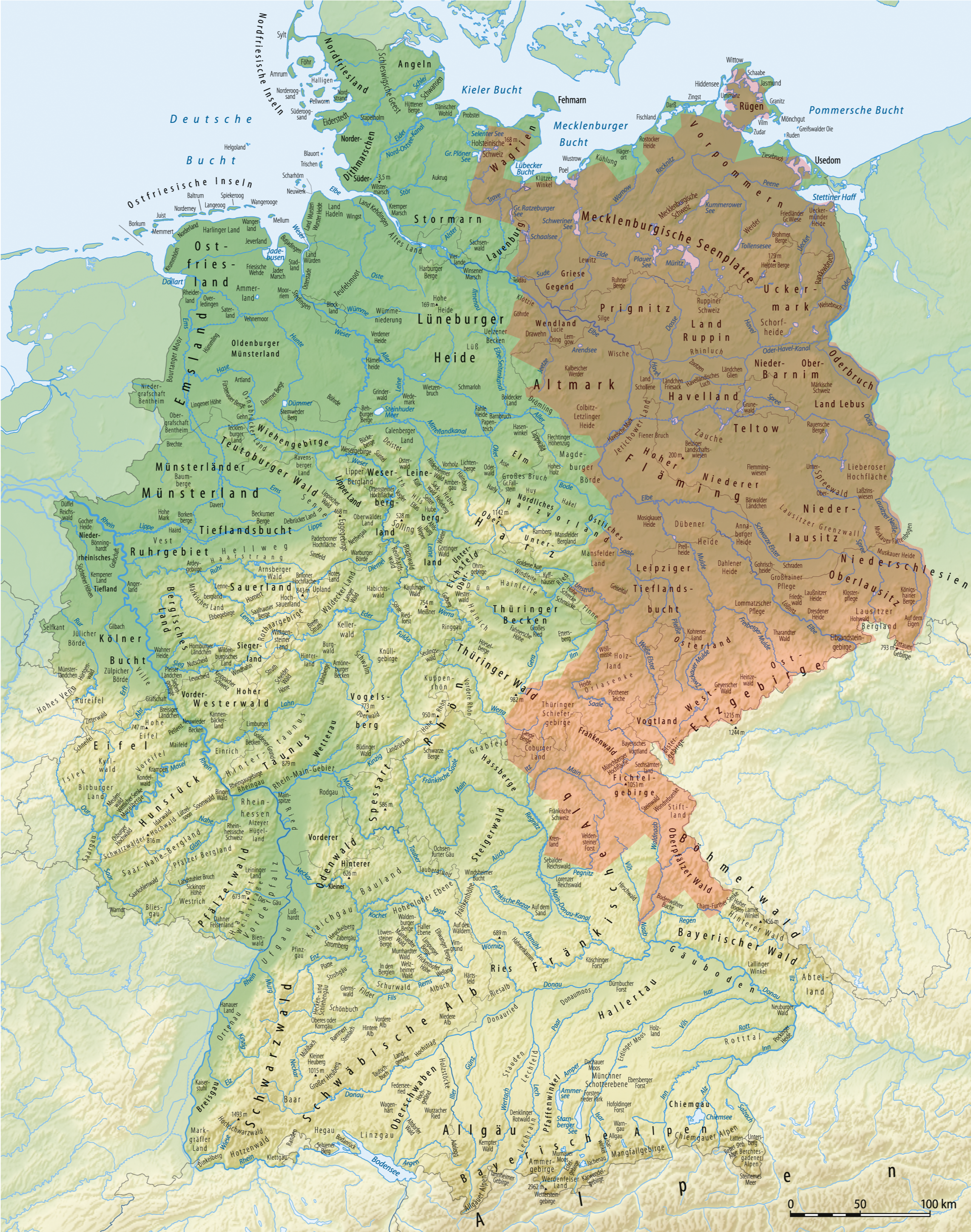
Verbreitung in Deutschland

Die Ortsnamen auf -(i)(t)z sind aus unterschiedlichen slawischen Ortsnamentypen entstanden.
- slawische Bewohnernamen mit -ici als Endung (vgl. Sorbisch -icy bzw. -ecy)
  - Putdargoniz (1198 in Mecklenburg erwähnt), entstanden aus einem rekonstruierten Ortsnamen *Poddargonici
  - Biskupitz (in Westpreußen und Posen), entstanden aus einem rekonstruierten Ortsnamen *Biskupici
- slawische Patronyme mit dem Suffix -ovici; siehe -witz
  - Kattowitz (in Oberschlesien), zusammengesetzt aus dem Personennamen Kat und dem Suffix -ovici und damit „bei den Leuten des Kato“ bedeutend[2]
- ursprünglich appellativische Ortsnamen mit dem Suffix -ica, -ec(e) (-ьcь, -ьce u. a.)
  - Kamenz (Lausitz), aus altsorbisch kameń „Stein“ plus Suffix -ece und damit „der Steinige (gemeint: Ort)“ bedeutend[2]
  - Chemnitz (Sachsen), zuerst ein Gewässername und erst später auf den Ort übertragen, ebenfalls aus altsorbisch kameń „Stein“, aber plus Suffix -ice (weshalb mit i-Umlaut) und damit „der Steinige (gemeint: Bach)“ bedeutend[2]
  - weitere derart gebildete Flussnamen sind etwa Lafnitz, Fladnitz, Rechnitz; aber anders: Retz aus rece kleiner Bach, germanisiert 1180 rezze
  - Dölitz (Mecklenburg und Leipzig), entstanden aus einem rekonstruierten Ortsnamen *Dolbьcь
  - Görnitz (Mecklenburg, Holstein, Sachsen), entstanden aus einem rekonstruierten Ortsnamen Gornica[1]
  - Gradec ‚kleine Burg‘, Stammform zahlreicher deutscher Namen auf Vokal + (t)z
- das urslawische Suffix -ika tritt bei sehr früh verdeutschten Ortsnamen auf und wurde in Österreich sekundär an das deutsche Suffix -ing angeglichen
  - Mödling (Niederösterreich), nach dem gleichnamigen Gewässernamen benannt, früheste Erwähnungen als ad Medilihha (903, Kopie 13. Jahrhundert), de Medlik (nach 1190), erstmals 1491 Mödling

Im Wendland wird die -itz-Endung manchmal diphthongiert und lautet dann -eitz.
Beispiele:
- Reddebeitz
- Waddeweitz[1]

Nicht slawischen Ursprungs ist dagegen die Endung des Ortsnamens Bomlitz (erstmals belegt 1681), die mit dem Talknick des damals Bommelse genannten Baches (Bommel-Etz) oder einem Wehr (Bommel-Letzel) in Verbindung gebracht wird.

## Verbreitung
Das Suffix -(i)(t)z und seine Verwandten sind im deutschen Ortsnamensschatz in solchen Regionen (östliches Deutschland, österreichisches Wald- und Mühlviertel) weit verbreitet, die früher west- und südslawisch besiedelt waren bzw. zum Teil bis heute sind, jedoch im Rahmen der deutschen Ostsiedlung weitgehend germanisiert wurden. Die Westgrenze ihres Vorkommens markiert damit im Großen und Ganzen die bis ins 12. Jahrhundert bestehende Grenze zwischen dem germanischen und slawischen Sprachgebiet. In Ostfranken und Österreich gehen einige -itz-Namen allerdings schon auf erste Germanisierungen ab dem 8. Jahrhundert zurück.
Daneben war das Suffix bis in die Neuzeit auch für die deutschen Bezeichnungen (Exonyme) vieler slawischer Namen in nie deutschsprachigem Gebieten produktiv, beispielsweise Tschernowitz (Bukowina), Windischgrätz für Slovenj Gradec (Nordslowenien).